# فرقاطة نوكس
فرقاطة أمريكية الصنع، كانت العمود الفقري للبحرية الأمريكية حتى أُخرجت من الخدمة؛ وما زالت حتى الآن تخدم الفرقاطة في أكبر البحريات العالمية مثل الصين، وإسبانيا، ومصر، وتركيا.

## المهام
تم صنع الفرقاطة الاغراض ASW أي اختصار لكلمة
Anti-submarine warfare
الوسائل المضادة للغواصات
تم تذويد الفرقاطة بأحدث ما تصولت إليه البحرية الامريكة ان ذاك من سونارات وتوربيدات ووسائل تشويش .
أيضا تمتلك الفرقاطة فناء خلفي لحمل مروحية متعددة المهام لكي تساعد الفرقاطة في أداء مهامها.

## المواصفات
- بلد المنشأ:الولايات المتحدة الأمريكية
- الدول المستخدمة: مصر، تايوان، تركيا، الصين (نسخة خاصة).
- الوزن: 3059طن
- السرعة: 27عقدة
- المدى: 3360ميل بحري
- الطاقم: 283 فرد
- قدرة المحركات: 30 ألف حصان ميكانيكي

### الوسائل الالكترونية
الفرقاطة مزودة بعدة أجهزة الإلكترونية محصورة بين رادارت وسونارات لتمكن الفرقاطة من أداء عملها على أكمل وجة.
-AN/SPS-40
-رادار أمريكي ثنائي الأبعاد مخصص لأغراض البحث والتعقب وتحديد الأهداف.
المدى: 200 كلم
-AN/SPS-67
رادار أمريكي قصير المدي للبحث السطحي
المدى: 104 كلم
-AN/SQS-26
سونار سلبي للبحث السطحي وتحديد الأهداف المتحركة .
وهو مركب علي الفرقاطة الاسبانية المصرية نوكس.
250px-Mark_68_director_containing_SPG-53
-AN/SPG-53
نظام التحكم النيراني الأمريكي الحديث مركب علي الفرقاطة نوكس المصرية يعمل مع منظومة Mark 42 للتحكم النيراني وتحديد الأهداف.
-AN/SLQ-32
نظام التحكم النيراني متعدد المهام يتحكم في جميع الأنظمة القتالية المحمولة علي القطعة البحرية
كما انة يحدد الأهداف للاجهزة القتالية الموجودة في السفينة بالمساعدة بالردارات المحمولة.

## التسليح
-8قواذف صواريخ هاربون
-5"/54 caliber Mark 42 gun
نظام مدفعي عيار 127 مليمتر يتكون من مجموعتين التركيب الاوطئ والتركيب الاعلي من مركبات التركيب الاوطئ الرافعة والذخيرة يتمضن هذا الجزء تذويد المدفع بالذخيرة وفي التركيب الاعلي يتكون من الرافعة العليا صواني نقل
والمكونات التي تستخدم في اطلاق النار من المدفع وصمم هذا المدفع من شركة FMC وسيستخدم في الدفاع عن السفينة والهجوم علي السف المعادية.
-Mark 46 torpedo
الشركة المصنعة:Alliant Techsystems
الوزن:231 كيلوغرام
المدي:11كيلومتر
السرعة:74 كيلومتر بالساعة
وزن الرأس الحربي:44كيلوجرام
-RIM-7 Sea Sparrow
النوع : صاروخ سطح جو
لمنشئ :أمريكا
تاريخ الانتشار : 1976
السرعة :Mach 4
المدى : 55 كلم
Phalanx CIWS-
"نظام الدفاع المركزي المدفع الرشاش phalanx .
3000 طلقة في الدقيقة .
السعر:أكثر من 5 ملايين دولار .